# Бартошевич, Казимир
Казимир Бартошевич (пол. Kazimierz Bartoszewicz; 19 ноября 1852, Варшава — 20 января 1930, Краков) — польский историк, публицист, сатирик, литератор, редактор, издатель и коллекционер произведений искусства.

## Биография
Родился в семье польского историка Ю. Бартошевича. Изучал философию и право в Ягеллонском университете. В 1879—1893 — владелец книжного магазина и типографии в Кракове, издававшей собрания сочинений известных польских авторов.
Организатор литературно-культурной жизни Кракова и издатель классиков польской литературы.

## Творчество
Дебютировал ещё будучи студентом в 1867 в газетах «Zorza» и «Kurier Świąteczny». Автор ряда научно-популярных произведений. Кроме многих статей по вопросам истории и литературы в периодической прессе, издал ряд работ по книговедению и книгоизданию.
Сотрудничал с крупнейшими печатными изданиями Польши и Галиции, в которых помещал исторические и экономические очерки, фельетоны, сатирические статьи (в стихах и прозе). Как сатирик высмеивал социалистов и «станчиков».
В течение своей 60-летней литературной деятельности создал и редактировал многие печатные издания:
- «Szkice Społeczne i Literackie» (1875—1876)
- «Diabeł» (1875—1879)
- «Przegląd Literacki i Artystyczny» (1882—1886)
- «Ananas» (1885—1897)
- «Kurier Krakowski» (1888—1889)
- «Przegląd literacki» (1896—1899).

Унаследованную от отца-историка библиотеку, пополненную своими многолетними приобретениями, завещал Городской публичной библиотеке Лодзи. В 1928—1930 передал в дар Лодзи свою коллекцию произведений искусств, в том числе, картины Артура Гротгера, Ж. П. Норблена де ла Гурдена, Александра Котсиса, Витольда Прушковского, Юзефа Хелмоньского, Яцека Мальчевского и др.
Его дар стал основой для художественного музея в Лодзи.

## Избранная библиография
- Księga pamiątkowa Konstytucji 3 maja (1891, 2 тома)
- Rok 1863. Historia na usługach stronnictw i ludzi (1895—1896, 2 тома)
- Księga humoru polskiego (1897, 4 тома)
- Antysemityzm w literaturze polskiej XV—XVI w. (1914)
- Szkice i portrety literackie (1930)
- Historja literatury polskiej potocznym sposobem opowiedziana
- Jan Sobieski: do dwudziestego roku życia
- Początki Rusi
- Życie Jana Kochanowskiego
- Caryca Praskowja
- Małpa człowiek
- Zapiski Tymoteusza Lipińskiego
- 40 kronik
- Polityka galicyjska
- X. Paweł Rzewuski, sufragan warszawski
- Rzeczpospolita babińska
- Dzieje insurekcji kościuszkowskiej (1909)
- Wojna żydowska w roku 1859: początki asymilacyi i antisemityzmu
- Odrodzenie Polski za Stanisława Augusta (1914)
- Muza Margrabiego
- Przyjaciel ks. Józefa Poniatowskiego
- Tadeusz Ogiński, wojewoda trocki i jego pamiętnik
- Dzieje Galicyi: jej stan przed wojną i "wyodrębnienie
- Michał Bałucki
- Łyki i kołtuny
- Utworzenie Królestwa Kongresowego (1916)
- Radziwiłłowie (1928)